# Don Juan (film, 1926)

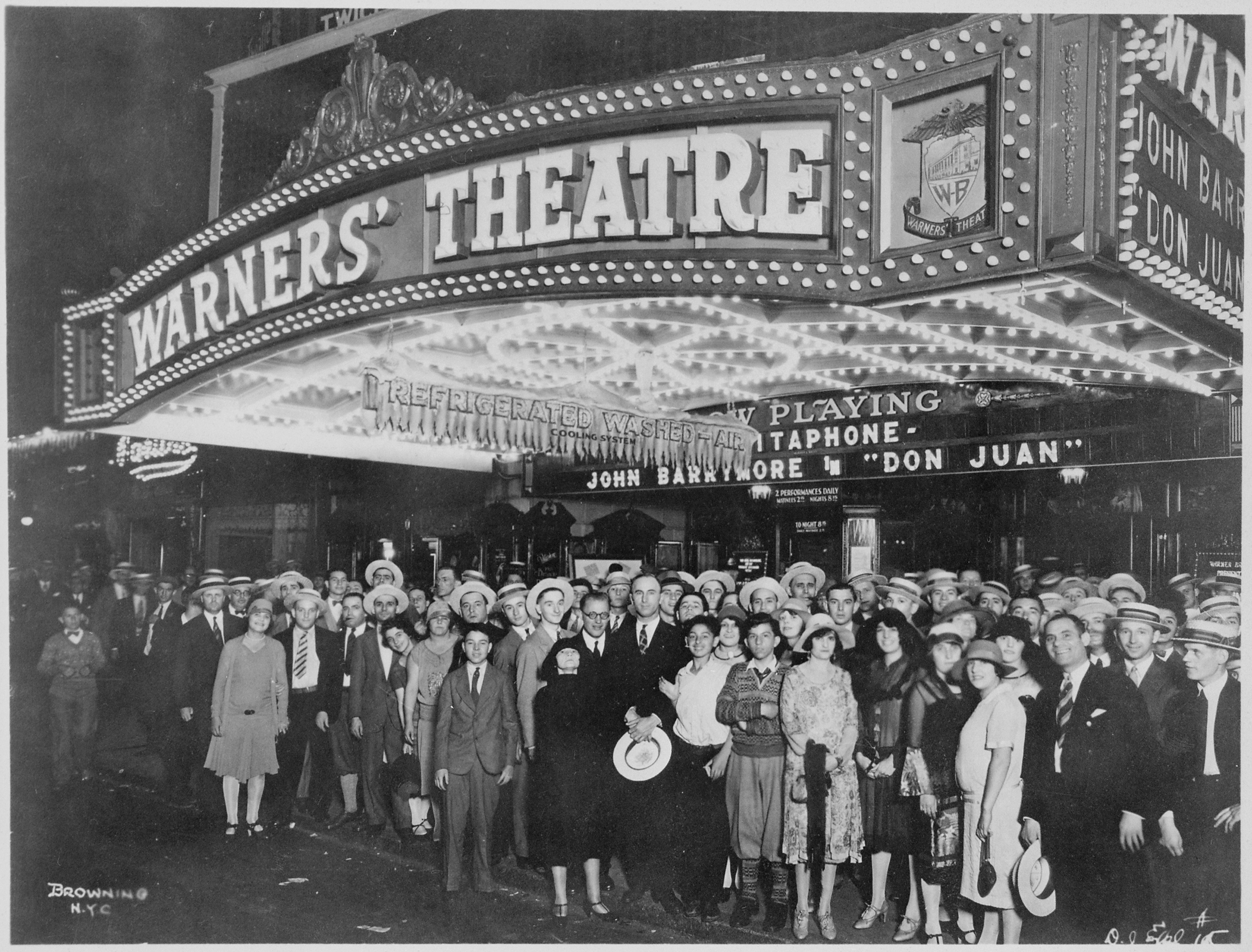
První návštěvníci pózují pro fotoaparát před divadlem Warnerů před premiérou (6. srpna 1926)

Don Juan je americký romanticko-dobrodružný film z roku 1926 se synchronizovaným zvukem, režírovaný Alanem Croslandem. Jedná se o první celovečerní film, který využívá zvukový systém Vitaphone – zvuk na disku – se synchronizovaným hudebním doprovodem a zvukovými efekty, i když neobsahuje žádný mluvený dialog. Film je inspirován epickou básní Lorda Byrona z roku 1821 stejného jména. Scénář napsala Bess Meredyth, mezititulky vytvořili Maude Fulton a Walter Anthony.
Hlavní roli svůdníka „líbajícího ruce“ ztvárnil John Barrymore.

## Děj

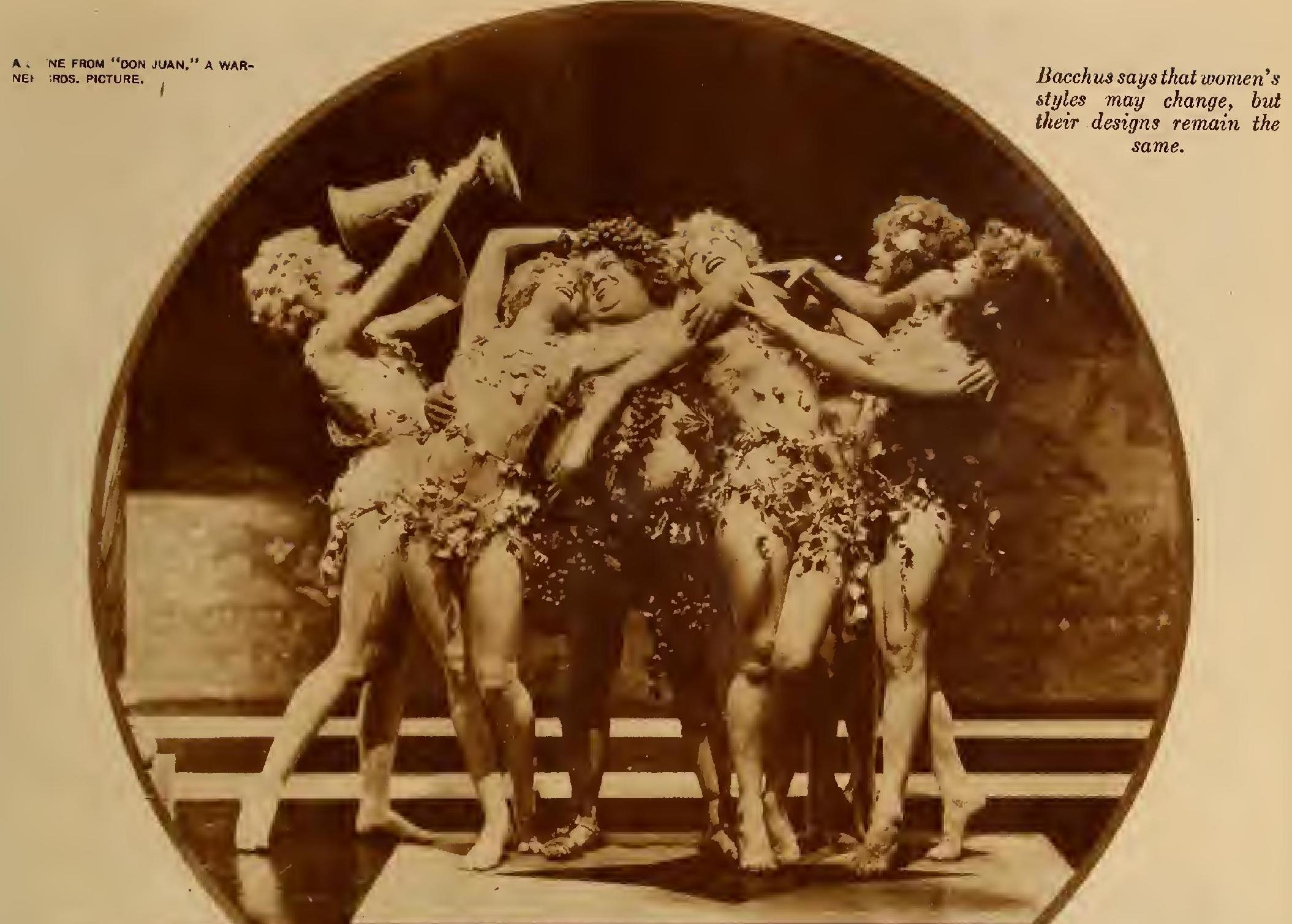
Reklama na Don Juana v časopise Film Fun z roku 1926

V prologu je Don José varován před nevěrou své ženy. Milence své ženy zaživa zazdí do jeho úkrytu a svou ženu vyžene z hradu. Jeho žárlivá poslední milenka, Donna Isobel, ho bodne. Ve svých posledních slovech vybízí svého syna Dona Juana, aby si od žen bral vše, ale nic jim nedával.
O deset let později je mladý Don Juan, absolvent univerzity v Pise, proslulý jako svůdník a je pronásledován mnoha ženami, včetně mocné Lucrezie Borgie, která ho pozve na svůj ples. Jeho opovržení vůči ní v ní probudí nenávist k Adrianě, dceři vévody della Varnese, do které se Don Juan zamiluje. Lucrezia spřádá plán, jak provdat Adrianu za hraběte Giana Donatiho, jednoho ze svých přisluhovačů, a otrávit vévodu.
Don Juan zasáhne a překazí její plán, čímž si získá Adrianinu lásku. Borgia však vyhlásí válku vévodovým příbuzným a nabízí jim bezpečí, pokud se Adriana provdá za Donatiho. Don Juan je přizván na svatbu, ale raději by zemřel, než aby se oženil s Lucrezií. Uprchne a v souboji zabije Donatiho.
Milenci jsou uvězněni ve věži smrti, ale Adriana předstírá sebevraždu a Don Juan unikne. Po sérii bitev porazí své pronásledovatele a je znovu sjednocen s Adrianou.

## Obsazení
- John Barrymore jako Don José de Marana / Don Juan de Marana
- Jane Winton jako Donna Isobel
- John Roche jako Leandro
- Warner Oland jako Cesare Borgia
- Estelle Taylor jako Lucrezia Borgia
- Montagu Love jako hrabě Giano Donati
- Josef Swickard jako vévoda Della Varnese
- Willard Louis jako Pedrillo
- Nigel De Brulier jako markýz Rinaldo
- Hedda Hopper jako markýza Rinaldo
- Myrna Loy jako Mai, dvorní dáma
- Mary Astor jako Adriana della Varnese

### Neuvedeni v titulcích:
- Lionel Braham jako vévoda Margoni
- Helene Costello jako Rena, služebná Adriany
- Helena D'Algy jako Donna Elvira, vražedkyně
- Yvonne Day jako Don Juan ve věku 5 let
- Philippe De Lacy jako Don Juan ve věku 10 let
- Emily Fitzroy jako stařena
- John George jako hrbáč / strážce hradu / informátor
- Gibson Gowland jako římský šlechtic
- Phyllis Haver jako Imperia
- Sheldon Lewis jako římský šlechtic
- June Marlowe jako Trusia
- Dick Sutherland jako římský šlechtic
- Gustav von Seyffertitz jako Neri, alchymista
- Helen Lee Worthing jako Eleanora

## Premiéra

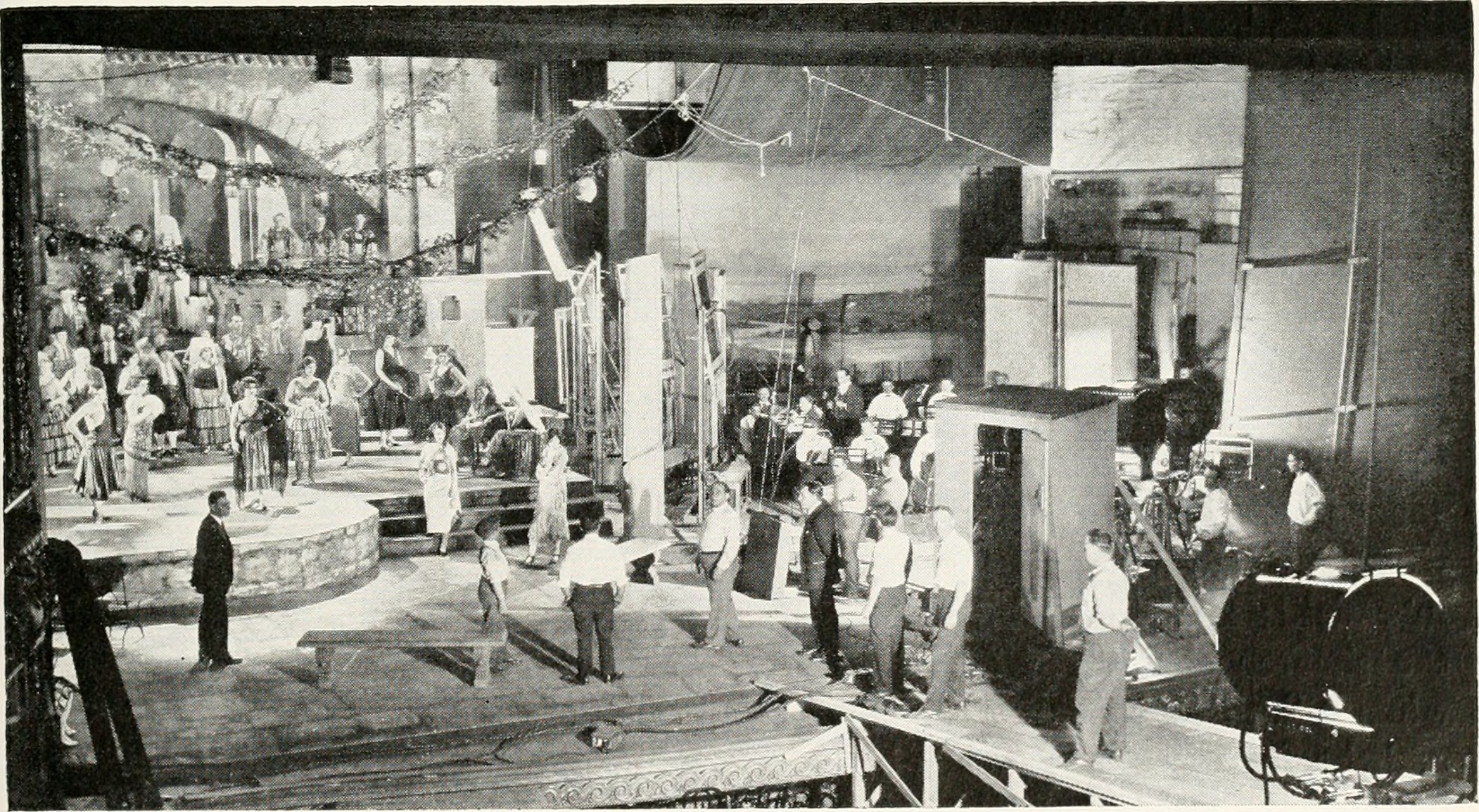
Mezi záběry během natáčení „La Fiesta“

Film Don Juan měl premiéru 6. srpna 1926 v divadle Warner Theatre v New Yorku. Premiéře předcházel program krátkých filmů demonstrujících zvukový systém Vitaphone.
| Název | Rok  |
| --- | ---- |
| Hon. Will H. Hays, prezident Sdružení producentů a distributorů filmů Ameriky, který k vám promluví               | 1926 |
| Newyorská filharmonie, dirigent Henry Kimball Hadley – předehra k opeře „Tannhäuser“                              | 1926 |
| Mischa Elman – „Humoreska“ a „Gavota“                                                                             | 1926 |
| Roy Smeck, kouzelník strunných nástrojů, ve filmu His Pastimes                                                    | 1926 |
| Marion Talley s orchestrem Vitaphone Symphony, dirigent Herman Heller – „Caro Nome“ z opery „Rigoletto“           | 1926 |
| Efrem Zimbalist a Harold Bauer – Téma a variace z „Kreutzerovy sonáty“                                            | 1926 |
| Giovanni Martinelli s orchestrem Vitaphone Symphony, dirigent Herman Heller – „Vesti la giubba“                   | 1926 |
| Anna Case ve vystoupení „La Fiesta“, za doprovodu The Cansinos, španělských tanečníků, a sboru Metropolitní opery | 1926 |

## Produkce
Lou Tellegen, jeden z prvních filmových idolů matiné, hrál v roce 1921 v broadwayském představení založeném na legendě o Donu Juanovi. Hra měla pouhých 14 představení v divadle Garrick.
Zvukový doprovod k filmu Don Juan nahrála Newyorská filharmonie. Za nahrávání zvuku byl zodpovědný George Groves, vyslaný společností Vitaphone Corporation. Vyvinul inovativní techniku s více mikrofony a provedl živý mix 107členného orchestru. Tím se stal prvním hudebním zvukařem v historii filmu.

## Přijetí
Film byl komerčně úspěšný a stal se do té doby nejvýdělečnějším filmem studia Warner Bros. s výdělkem 1 693 000 dolarů, a to i přes negativní recenze newyorských filmových kritiků. Podle záznamů studia Warner vydělal film 1 258 000 dolarů v USA a 435 000 dolarů v zahraničí.
Vstupenky na premiéru stály 10 dolarů a šlo o první film na Broadwayi, který účtoval více než 3 dolary za běžné vstupné – nejvyšší cena byla 3,30 dolaru za večerní představení. Během pěti představení o víkendu činil výdělek 13 787 dolarů, přičemž lidé doslova bojovali, aby se dostali dovnitř, a vstupenky se přeprodávaly za 5 dolarů.

## Právní záležitosti
Dne 24. srpna, dva týdny po premiéře, informoval The New York Times, že organizace ASCAP podala žalobu pro porušení autorských práv jménem vydavatelství Robbins-Engel Music kvůli hudbě ve filmu Don Juan.
Skladatel William Axt použil dvě skladby, které dříve složil pro knihovnu hudby pro němé filmy vlastněnou Robbins-Engel:
- „The Fire Agitato“
- „In Gloomy Forest“

Také využil několik evropských klasických skladeb, které byly v té době stále chráněny autorským právem. Jednou z těchto skladeb byla „Till Eulenspiegels lustige Streiche“, symfonická báseň německého skladatele Richarda Strausse.
V době promítání mělo divadlo Warner Theatre platnou licenci ASCAP na veřejné provozování hudby a také uhradilo povinné mechanické licenční poplatky za zvukové disky systému Vitaphone, které obsahovaly filmový zvuk. Nebyla však udělena licence na synchronizační práva, tedy použití skladeb jako součásti filmové stopy.
Záležitost byla vyřešena mimosoudně. Hudební ředitel divadla, Herman Heller, poté pověřil Ottalie Mark, aby vytvořila databázi autorských práv pro společnost Warner Bros. Pictures, aby se předešlo dalším sporům o porušení práv.

## Archivace
Kopie filmu Don Juan, včetně zvukového doprovodu systému Vitaphone, se dochovala a je uchovávána v archivu filmů a televize na UCLA.

## Distribuce v USA
V roce 2011 byl film spolu s původními krátkými filmy systému Vitaphone vydán na DVD na objednávku prostřednictvím Warner Archive Collection.